# Ceroplesis militaris
Espèce
Ceroplesis militaris est une espèce de  coléoptères africain de la famille des  Cerambycidae (capricornes) appartenant à la sous-famille des  Lamiinae.

## Description
Ceroplesis militaris fait environ 30 mm de long. Son corps est noir, avec deux larges rayures traversant les élytres. Ses plantes hôtes comprennent des micocouliers, des acacias et Maesopsis eminii (en).

## Distribution
Cette espèce est présente en Afrique du Sud, en République démocratique du Congo, en Éthiopie, au Kenya, au Malawi, au Mozambique, en Namibie,  en Ouganda, en Tanzanie, en Zambie et au Zimbabwe.

## Sous-espèces

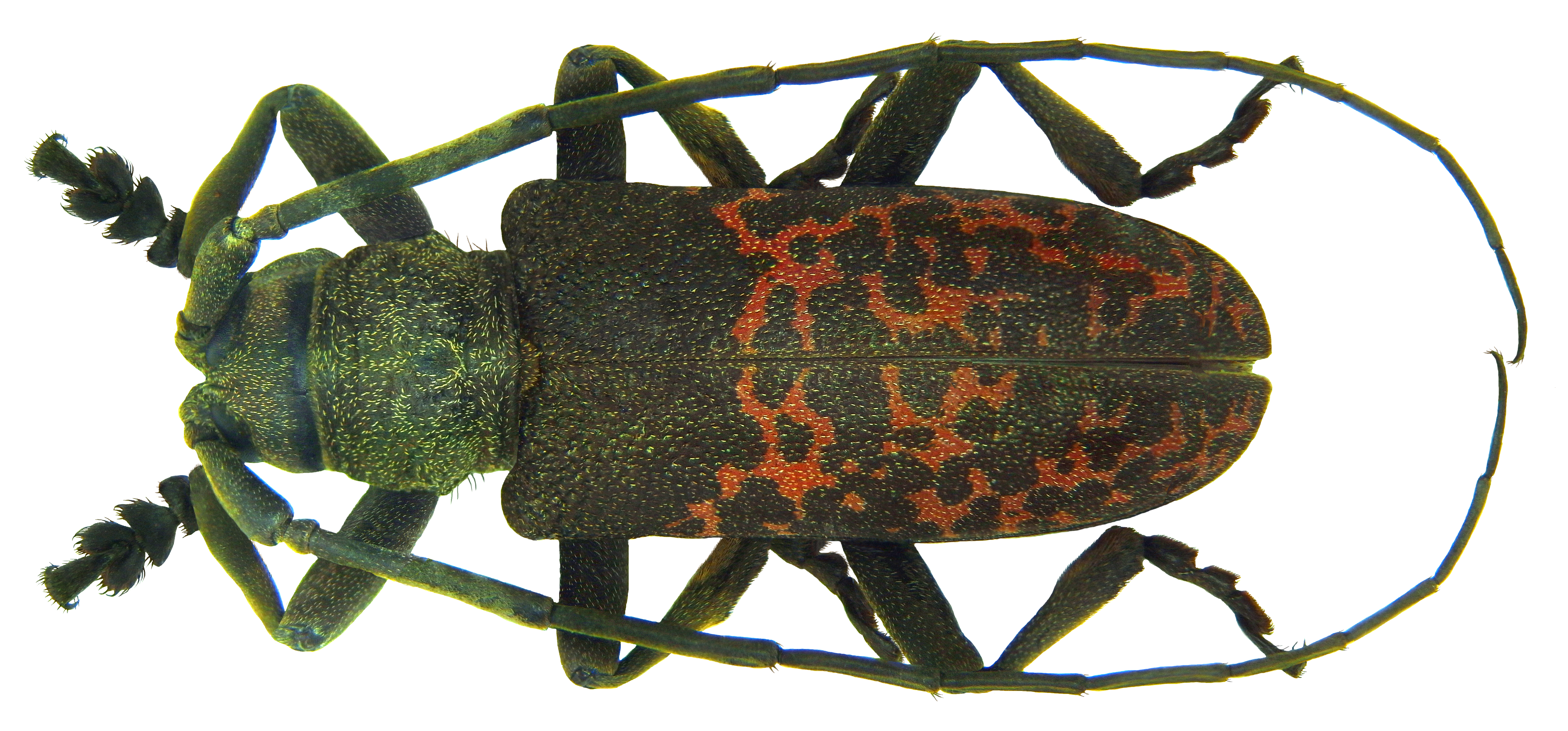
Ceroplesis militaris irregularis.

- Ceroplesis militaris irregularis Harold, 1878
- Ceroplesis militaris militaris Gerstäcker, 1855